# Особливий період в Україні (з 2014)
Особливий період діє в Україні з 17 березня 2014 року, коли була оголошена перша хвиля часткової мобілізації у зв'язку з російською агресією. Після декількох років війни часто виникали непорозуміння, чи особливий період досі триває. Верховна Рада у 2016 році, і Верховний Суд у 2018 році підтвердили, що особливий період досі триває.

## Визначення
Особливий період — період, що настає з моменту оголошення рішення про мобілізацію (крім цільової) або доведення його до виконавців стосовно прихованої мобілізації чи з моменту введення воєнного стану в Україні або в окремих її місцевостях та охоплює час мобілізації, воєнний час і частково відбудовний період після закінчення воєнних дій (абзац тринадцятий частини першої статті 1 Закону України «Про оборону України»).
Особливий період — період функціонування національної економіки, органів державної влади, інших державних органів, органів місцевого самоврядування, Збройних Сил України, інших військових формувань, сил цивільного захисту, підприємств, установ і організацій, а також виконання громадянами України свого конституційного обов'язку щодо захисту Вітчизни, незалежності та територіальної цілісності України, який настає з моменту оголошення рішення про мобілізацію (крім цільової) або доведення його до виконавців стосовно прихованої мобілізації чи з моменту введення воєнного стану в Україні або в окремих її місцевостях та охоплює час мобілізації, воєнний час і частково відбудовний період після закінчення воєнних дій (абзац п'ятий статті 1 Закону України «Про мобілізаційну підготовку та мобілізацію»).

## Передумови і супутні події
Протягом квітня — червня 2014 року з метою недопущення військової диверсії на всій території України була посилена охорона стратегічних об'єктів (головним чином, небезпечних у радіаційному, хімічному, біологічному відношенні), об'єктів соціальної інфраструктури, органів державної влади, державного кордону, вузлів комунікацій, залізничних та автомобільних шляхів (блок-пости на дорогах при в'їзді у міста), а також приведено правоохоронну систему, органи державної безпеки, збройні сили та інші установи України у повну бойову готовність на випадок прямої військової агресії з боку Російської Федерації.
13 березня 2014 року, рішенням Верховної Ради України було відновлено Національну гвардію України, як військове формування з правоохоронними та службово-бойовими функціями на базі Внутрішніх військ Міністерства внутрішніх справ України.
17 березня 2014 року наказом виконувача обов'язки Президента України Олександром Турчиновим було розпочато першу хвилю мобілізації на особливий період тривалістю 45 днів, в ході якої було здійснено призов військовозобов'язаних та резервістів до Збройних сил, Національної гвардії, Служби безпеки, Державної прикордонної служби, Державної спеціальної служби транспорту та інших військових формувань України.
18 квітня 2014 року головою Міністерства внутрішніх справ України Арсеном Аваковим було прийнято рішення про створення Корпусу регіональних спецпідрозділів з охорони громадського порядку МВС України, підпорядкованого відповідним управлінням МВС України в областях — полків, батальйонів та рот патрульної служби міліції особливого призначення До середини червня було створено 30 підрозділів особливого призначення.
30 квітня 2014 року в областях України розпочато формування структурних військових підрозділів територіальної оборони Збройних сил України при відповідних обласних державних адміністраціях — батальйонів територіальної оборони України На кінець квітня було створено 7 батальйонів територіальної оборони.
6 травня 2014 року наказом в.о. Президента України Олександра Турчинова розпочато другу хвилю часткової мобілізації тривалістю 45 днів, в ході якої було приведено у бойовий стан 53 військові частини Збройних Сил України та 18 частин інших військових формувань.

## Початок особливого періоду
17 березня 2014 року, після оприлюднення Указу Президента України від 17.03.2014 № 303/2014 «Про часткову мобілізацію», в Україні розпочав діяти особливий період.
Станом на 2018 рік, Президент України рішення про переведення державних інституцій на функціонування в умовах мирного часу не приймав.

## Соціальний захист військовослужбовців
У листопаді 2019 року АрміяInform підтвердила, що резервістам та військовозобов'язаним з моменту призову під час мобілізації і до закінчення особливого періоду не нараховують штрафні санкції, пеню за невиконання зобов'язань перед підприємствами, установами й організаціями усіх форм власності, зокрема, банками та фізичними особами, а також відсотки за користування кредитом.
10 квітня 2020 року Президент України Володимир Зеленський видав Указ, в якому, серед іншого зазначалося, що в особливий період під час дії воєнного стану військовослужбовцям дозволяється надавати відпустки за сімейними обставинами та з інших поважних причин із збереженням грошового забезпечення тривалістю не більш як 10 календарних днів.

### Соціальні гарантії, що надаються військовослужбовцям державою в особливий період
Законом України «Про соціальний і правовий захист військовослужбовців та членів їх сімей» (далі - Закону) передбачено соціальні гарантії військовослужбовців та членів їх сімей в особливий період.
Стаття 4 Закону передбачає, що забезпечення виконання Закону, інших нормативно-правових актів щодо соціального і правового захисту військовослужбовців та членів їх сімей покладається на органи державної влади та органи місцевого самоврядування.
Військовослужбовці, які були призвані на військову службу під час мобілізації, на особливий період, мають переважне право на укладення контракту на проходження військової служби після завершення особливого періоду (пункт 6 статті 8 Закону).
В особливий період з моменту оголошення мобілізації до часу введення воєнного стану або до моменту прийняття рішення про демобілізацію надання військовослужбовцям щорічних основних відпусток здійснюється за умови одночасної відсутності не більше 30 відсотків загальної чисельності військовослужбовців певної категорії відповідного підрозділу (пункт 17 статті 101 Закону).
В особливий період під час дії воєнного стану військовослужбовцям можуть надаватися відпустки за сімейними обставинами та з інших поважних причин із збереженням грошового забезпечення тривалістю не більш як 10 календарних днів (пункт 18 статті 101 Закону).
Військовослужбовцям, призваним на військову службу за призовом під час мобілізації, на особливий період, на весь час їх призову, а військовослужбовцям під час дії особливого періоду, які брали або беруть участь у здійсненні заходів із забезпечення національної безпеки і оборони, відсічі і стримування збройної агресії Російської Федерації у Донецькій та Луганській областях, забезпеченні їх здійснення, які перебували або перебувають безпосередньо в районах та у період здійснення зазначених заходів, - штрафні санкції, пеня за невиконання зобов’язань перед підприємствами, установами і організаціями усіх форм власності, у тому числі банками, та фізичними особами, а також проценти за користування кредитом не нараховуються (пункт 15 статті 14 Закону).
Крім того, за працівниками, призваними на строкову військову службу, військову службу за призовом осіб офіцерського складу, військову службу за призовом під час мобілізації, на особливий період, військову службу за призовом осіб із числа резервістів в особливий період або прийнятими на військову службу за контрактом, у тому числі шляхом укладення нового контракту на проходження військової служби, під час дії особливого періоду на строк до його закінчення або до дня фактичного звільнення зберігаються місце роботи і посада на підприємстві, в установі, організації, фермерському господарстві, сільськогосподарському виробничому кооперативі незалежно від підпорядкування та форми власності і у фізичних осіб - підприємців, у яких вони працювали на час призову (частина третя статті 119 Кодексу законів про працю України).

### Грошове забезпечення військовослужбовців та членів їх сімей
Членам сімей військовослужбовців, які проходять військову службу в особливий період, гарантується виплата грошового забезпечення цих військовослужбовців у разі неможливості ними його отримання під час участі у бойових діях та операціях. У такому разі виплата грошового забезпечення здійснюється членам сімей військовослужбовців (пункт 61 статті 18 Закону).
Кабінетом Міністрів України, місцевими радами, підприємствами, установами, організаціями можуть встановлюватися й інші пільги та гарантії соціального захисту сімей військовослужбовців.
Крім того, пунктом 25 підрозділу 10 розділу XX Податкового кодексу України передбачено, що самозайняті особи (фізичні особи-підприємці, особи, які провадять незалежну професійну діяльність), які мали або не мали найманих працівників, на весь період їх військової служби звільняються від обов’язку нарахування, сплати та подання податкової звітності з податку на доходи фізичних осіб, а також звільняються від обов’язку нарахування, сплати та подання податкової звітності з єдиного податку.